# Vipasszana mozgalom
A vipasszana mozgalom, vagy belátás meditációs mozgalom, a modern théraváda buddhizmus bizonyos ágaira vonatkozik, amelyek tanai szerint a megvilágosodás (illetve annak az előszobájaként ismert „áramba lépés”) elérésének legfőbb módszere a létezés három jellemzőjébe való belátás.
A mozgalomra a legnagyobb hatást a burmai, a laoszi, a thai és a Srí Lanka-i modernista hagyományok tették. Jelentős hatással voltak még a mozgalomra Mahászi Szejádó (az „új burmai módszer”), Ledi Szajádav (a ledi hagyományvonal), Anágárika Munindra és S. N. Goenka théraváda tanítómesterek újításai és népszerűsítési erőfeszítései.

## Meditációs technikák
A mozgalom a vipasszana használatát hangsúlyozza a létezés három jellemzőjébe való belátáshoz, amelyen keresztül elérhető a bölcsesség, majd a megvilágosodás. Ehhez a legfontosabb szöveg Buddhagósza Viszuddhimagga című vallásfilozófiai értekezése.
A mozgalom különböző iskolái hasonló meditációs technikákat használnak, a tanítók a szamatha és a vipasszaná meditáció különböző formáit tanítják, amelyek teljes egészében megfelelnek a buddhista meditációnak. A belátás meditáció használatával a gyakorlók ugyanazon a szinteken haladnak végig. A folyamatos fejlődés alapja az összetett jelenségek (aniccsa) keletkezésén és elmúlásán való meditáció, amelyen keresztül megérthető ezek nem kielégítő (dukkha) természete, így kialakulhat a belátás a létezés én-nélküli jellemzőjébe (anatta).

## Története
A vipasszana szövegek legkorábbi modern írója egy burmai szerzetes, Medavi (1728–1816) volt, aki sikeresen felélesztette országában a meditációs gyakorlatok iránti érdeklődést. Medavi munkássága előtt a burmai szangha többsége azon a véleményen volt, hogy a megvilágosodás ebben a korban már nem lehetséges. Medavi erőfeszítéseinek köszönhetően a szerzetesek újból széles körben kezdtek meditációs gyakorlatokat folytatni. A 19-20. században újból feléledtek a théraváda hagyományok Burmában, Thaiföldön és Srí Lankán, elsősorban a nyugati gyarmatosításra történő reakcióként, ugyanis ezt a hagyományt a saját helyi kultúra értékének tekintették. Az új théraváda hagyomány közben átalakult a fennmaradt páli irodalom segítségével. Szintén fontos szerepet játszott a mozgalomban a Teozófiai Társulat, amely az ókori ázsiai filozófiákban kereste a bölcsességet, és hozzájárult a különböző helyi lakosságok saját kultúrájuk iránti érdeklődés felélesztésében. A Teozófiai Társulat világi buddhista szervezetet indított Srí Lankán, amely független volt a korábbi templomoktól és kolostoroktól. Ezek a fejlemények segítettek a meditáció iránti érdeklődés felélesztésében, miközben a hagyományos templomokban továbbra is a szövegek kántálása maradt a fő gyakorlat.